# Bou
«Bou» (ория ବୋଉ; дословно — «Мать») — индийский фильм на языке ория, снятый Сабьясачи Мохапатрой и вышедший в прокат 28 сентября 1998 года. Дебютный фильм актрисы Джоти Мишра и актёра Акшая Бастия.

## Сюжет
Умакант и Дурга живут вместе с двумя сыновьями Дипаком и Амаром и невесткой Симой, женой Дипака. Умакант усердно работает, чтобы обеспечивать семью, пока однажды не попадает в аварию и становится инвалидом. Вместо того, чтобы поддержать родителей, Дипак и Амар бросают их и начинают жить отдельно. Тогда Дурга решает приидти на помощь мужу и найти работу, чтобы они могли содержать себя. При поддержке Атала Бихари, она устраивается дизайнером одежды в модную компанию. Благодаря своим выдающимся способностям она быстро преуспевает в своей профессии. Тем временем Дипак и Амар сталкиваются с множеством неприятностей в своей жизни и теряют все свои деньги. Когда они обращаются за помощью к своим родителям, Дурга отказывается им помочь, но Умакант убеждает жену поддержать и простить своих детей.

## В ролях
- Биджай Моханти — Умакант Раутрай
- Махасвета Рой[англ.] — Дурга Раутрай
- Сиддхарта Махапатра[англ.] — Дипак Раутрай
- Акшая Бастия[вд] — Амар Раутрай
- Усаси Мишра[вд] — Сима Раутрай
- Джоти Мишра[вд] — Маниша
- Михир Дас — Атал Бихари
- Джайрам Самал[англ.] — Тринатх Танди
- Сарат Пуджари[англ.] — промышленник

## Награды
- Кинопремия штата Одиша[англ.]
  - лучший фильм[3]
  - лучшая режиссура — Сабьясачи Мохапатра[4]
  - лучшая мужская роль — Биджай Моханти[4]
  - лучшая женская роль — Махасвета Рой[4]
  - лучший сценарий — Сабьясачи Мохапатра[4]